# Puchar Narodów Afryki 2012 (kwalifikacje)/Grupa C
W grupie C eliminacji Pucharu Narodów Afryki 2012 grają:
- Zambia
- Mozambik
- Libia
- Komory

## Tabela[1]
| Msc. | Zespół   | M | W | R | P | Br+ | Br- | Pkt |
| ---- | -------- | - | - | - | - | --- | --- | --- |
| 1    | Zambia   | 6 | 4 | 1 | 1 | 11  | 2   | 13  |
| 2    | Libia    | 6 | 3 | 3 | 0 | 6   | 1   | 12  |
| 3    | Mozambik | 6 | 2 | 1 | 3 | 4   | 7   | 7   |
| 4    | Komory   | 6 | 0 | 1 | 5 | 2   | 14  | 1   |

## Wyniki
| 5 września 2010 | Mozambik | 0 : 0(0 : 0) | Libia | Estadio de Machava, Maputo Widzów: 20 tys. Sędzia: A. Bangoura |
|                 |          |              |       |                                                                |

| 5 września 2010 | Zambia · Kalaba 5' · Tembo 21' · Chamanga 30' · Mayuka 82' | 4 : 0(3 : 0) | Komory | Konkola Stadium, Chililabombwe Widzów: 10 tys. Sędzia: A. Eyob Russom |
|                 |                                                            |              |        |                                                                       |

| 9 października 2010 | Komory | 0 : 1(0 : 0) | Mozambik · 90' Josemar | Stade International Saïd Mohamed Cheikh de Mitsamiouli (Mitsamiouli) Sędzia: R. Ibada |
|                     |        |              |                        |                                                                                       |

| 10 października 2010 | Libia · Sa'ad 36' | 1 : 0(1 : 0) | Zambia | 11 June Stadium (Trypolis) Sędzia: B. Gassama |
|                      |                   |              |        |                                               |

| 27 marca 2011 | Mozambik | 0 : 2(0 : 1) | Zambia · 15' Chamanga · 90' Mayuka | Estádio da Machava, Maputo |
|               |          |              |                                    |                            |

| 28 marca 2011 | Libia · Walid Mhadeb 20' · Ahmed Wafa 70' · Jamal Abdallah 82' | 3 : 0(1 : 0) | Komory | Stade 26 mars, Bamako ( Mali) · |
|               |                                                                |              |        |                                 |

| 4 czerwca 2011 | Zambia · C. Katongo 48', 68' · Mbesuma 71' | 3 : 0(0 : 0) | Mozambik | Nkoloma Stadium, Lusaka |
|                |                                            |              |          |                         |

| 5 czerwca 2011 | Komory · Mzé Mbaba 83' | 1 : 1(0 : 1) | Libia · 43' Boussefi | Stade Said Mohamed Cheikh, Mitsamiouli |
|                |                        |              |                      |                                        |

| 3 września 2011 | Libia · Djamal Mahamat 28' | 1 : 0(1 : 0) | Mozambik |  |
|                 |                            |              |          |  |

| 4 września 2011 | Komory · M'Changama 32' | 1 : 2(1 : 1) | Zambia · 23' F. Katongo · 88' Mayuka |  |
|                 |                         |              |                                      |  |

| 8 października 2011 | Zambia | 0 : 0(0 : 0) | Libia |  |
|                     |        |              |       |  |

| 8 października 2011 | Mozambik · Maninho 6' · Dário 18' · Domingues 39' | 3 : 0(3 : 0) | Komory |  |
|                     |                                                   |              |        |  |